# Ritratto di Maria Luigia d'Austria
L'opera raffigurante un  Ritratto di Maria Luigia d'Austria  di Giovan Battista Borghesi è un dipinto ad olio su tela (252 x 198 cm) eseguito attorno al 1837 – 1839 e conservato presso la Galleria nazionale di Parma.

## Storia
Giovan Battista Borghesi fu il pittore di corte e professore dell'Accademia locale. Allievo di Biagio Martini, nel 1837 ricevette l'incarico di realizzare un ritratto ufficiale della sovrana per completare la sala iconografica dei duchi, che la duchessa gli aveva fatto allestire nel Palazzo del Giardino. La stessa Maria Luigia diede delle precise indicazioni per la realizzazione del dipinto: volle che la testa fosse copiata da un modello di François Gérard, forse riprendendo il celebre ritratto dell'Imperatrice, conservato ora a Vienna (1812), mentre gli accessori e il trono dovevano corrispondere alle fogge in voga in quegli anni. L'opera rimase nel Palazzo del Giardino fino al 1867, fino a quando venne spostata presso la Biblioteca Palatina ed, infine, in Galleria nel 1887.

## Descrizione
L'aulico ritratto è l'immagine più nota di Maria Luigia d’Austria (1791-1847), figlia di Francesco I, imperatrice dei Francesi quale seconda moglie di Napoleone e, a seguito del Congresso di Vienna, duchessa di Parma, Piacenza e Guastalla (1816). L'artista, esalta attentamente le diverse caratteristiche della donna, dalla sua indole mite al suo ruolo di potere e di governo. Con raffinata leggerezza dipinge l'elegante abito di tulle, rendendo con abilità tecnica le trasparenze dei ricami in oro e delle trine plissettate, oltre che ai preziosi gioielli, tanto amati da Maria Luigia. Il disegno di alcune carte collocate alla rinfusa sotto la corona, riproducenti il progetto per il Teatro Regio e il ponte sul Taro, richiamano invece le tante opere promosse sotto il suo comando. II ritratto, profondamente celebrativo, è realizzato con un impianto solenne, che tenta di rappresentare la naturale e misurata espressività alla Duchessa di Parma Maria Luigia d'Austria.